# Benaiah Gibb
 (février 2022).
Pour les articles homonymes, voir Gibb.
Benaiah Gibb, né à Montréal en 1798 et décédé en 1877 à Montréal, fut un marchand, collectionneur et important mécène montréalais. Il est fils du marchand écossais portant le même nom, Benaiah Gibb (1755-1826).

## Biographie
Il veille aux affaires de la maison Gibb, fondée par son père, qui habille la bourgeoisie montréalaise tout en se consacrant à sa passion pour l’art.
Il profite de plusieurs voyages d’affaires à Londres pour acheter des toiles de jeunes peintres européens.
Il fut un important donateur de la toute nouvelle Art Association of Montréal (connue plus tard sous le nom de Musée des beaux-arts de Montréal). Il légua à son décès à la nouvelle institution sa collection de 90 peintures et de 8 bronzes, de même qu’un terrain à l'angle nord-est du Square Phillips et une somme d’argent prévue pour la construction d’une galerie d'art. Il joua donc un rôle décisif dans la croissance d’un établissement étroitement lié à la bourgeoisie montréalaise de l’époque, le Musée des beaux-arts de Montréal.

## Sources
- Dictionnaire biographique du Canada
- Article sur le Musée des beaux-arts de Montréal. Journal La Presse, Samedi 20 février 2010, p. 11 - Cahier Arts et spectacle